# Campionato Dilettanti 1958-1959
Il Campionato Dilettanti 1958-1959 è stato il quinto livello del campionato italiano di calcio, il primo a livello regionale. Il campionato era organizzato su base regionale dalle Leghe Regionali e le vincenti di ogni girone venivano ammesse alla successiva fase regionale che attribuiva il titolo di lega, mentre erano complessivamente trentadue squadre, distribuite fra le regioni secondo lo schema della vecchia Promozione, a contendersi lo Scudetto Dilettanti. Rispetto al passato venne invece stravolto il meccanismo delle promozioni, che vennero sensibilmente ridotte e, per quest'annata, affidate alla cooptazione da parte della nascente lega semiprofessionistica invece che al titolo sportivo acquisito sul campo. Per quanto riguarda le retrocessioni invece, nella grande maggioranza dei casi furono annullate perché il piano di riduzione dei costi varato dalla FIGC prevedette per la nuova stagione un maggior numero di gironi di più piccole dimensioni geografiche per ridurre le spese di trasferta, e ciò comportò l'aumento del numero complessivo delle società nel torneo.

## Il Piano Zauli
Questa stagione sportiva si svolse in un clima di completa incertezza. Il regolamento originale, che prevedeva il passaggio a sole 24 promozioni in funzione della riduzione della sovrastante IV Serie, fu subito sospeso dalla FIGC commissariata da Bruno Zauli, in vista di più incisive riforme. Il commissario emanò rapidamente le prime norme che riformavano il Settore Dilettantistico, istituendo un vincolo triennale e localizzato per i giocatori amatoriali, stabilendo un campionato di Prima Categoria come unica divisione prettamente regionale, e abolendo il titolo sportivo di promozione acquisito sul campo sostituendolo con un'elezione fra i semiprofessionisti basata sull'incrocio di elementi sportivi, economici e infrastrutturali. Il regolamento definitivo giunse però solo il 2 aprile, e non fece altro che ribadire la completa discrezionalità che la Federazione si riservava in questa stagione, attribuendosi il diritto di scegliere fino a 19 squadre dilettanti per la promozione.
Il titolo fu vinto dai pisani del Mobilieri di Cascina che sconfissero, nella finale di Roma disputatasi il 29 giugno 1959 allo Stadio Flaminio appena inaugurato in vista dei Giochi della XVII Olimpiade, l'Azzurra di Sandrigo. Pur vincendo il titolo, la Mobilieri di Cascina non fu selezionata per la promozione: ogni lega regionale poteva nominare due club, il suo campione sul piano sportivo e un secondo sodalizio discrezionale sul piano economico, proponendoli per l'ascesa, ma l'ultima parola spettava al presidente della Lega Semiprofessionisti, Artemio Franchi, che poteva anche preferire squadre retrocesse dall'Interregionale. Fu così che solo 12 società vennero promosse, e in molti casi non si trattò neppure dei vincitori dei campionati regionali: emblematico fu il caso del Brindisi, che fu selezionato in qualità di capoluogo di provincia nonostante sul campo fosse stato addirittura retrocesso.

## Campionati
- Campionato Dilettanti Abruzzi e Molise 1958-1959
- Campionato Dilettanti Basilicata 1958-1959
- Campionato Dilettanti Calabria 1958-1959
- Campionato Dilettanti Campania 1958-1959
- Campionato Dilettanti Emilia-Romagna 1958-1959
- Campionato Dilettanti Friuli-Venezia Giulia 1958-1959
- Campionato Dilettanti Lazio 1958-1959
- Campionato Dilettanti Liguria 1958-1959
- Campionato Dilettanti Lombardia 1958-1959
- Campionato Dilettanti Marche 1958-1959
- Campionato Dilettanti Piemonte-Valle d'Aosta 1958-1959
- Campionato Dilettanti Puglia 1958-1959
- Campionato Dilettanti Sardegna 1958-1959
- Campionato Dilettanti Sicilia 1958-1959
- Campionato Dilettanti Toscana 1958-1959
- Campionato Dilettanti Tridentino 1958-1959
- Campionato Dilettanti Umbria 1958-1959
- Campionato Dilettanti Veneto 1958-1959

## Quadro riepilogativo nazionale
| Regione               | Alle finali interregionali                                                                                                 | Promossa in Serie D                    |
| --------------------- | --- | -------------------------------------- |
| Abruzzi               | U.S. Termoli | S.S. Sulmona                           |
| Basilicata            | S.C. Monticchio Potenza | S.C. Monticchio Potenza                |
| Calabria              | U.S. Bovalinese | U.S. Juventina                         |
| Campania              | U.S. Virtus Frattese (gir.A) U.S. Puteolana (gir.B)                                                                        | Juventus Stabia (gir.C)                |
| Emilia-Romagna        | A.C. Riccione (gir.A) G.S. Imolese "Francesco Zardi" (gir.B)                                                               | G.S. Imolese "Francesco Zardi" (gir.B) |
| Friuli-Venezia Giulia | S.S. Sangiorgina (gir.A) C.S. Ponziana (gir.B)                                                                             | -                                      |
| Lazio                 | S.S. Tivoli (gir.A) A.S. Cos.Met. (gir.B)                                                                                  | S.S. Rieti (gir.B)                     |
| Liguria               | U.S. Imperia (gir.A) F.S. Sestrese (gir.B)                                                                                 | U.S. Imperia (gir.A)                   |
| Lombardia             | F.B.C. Chiari (gir.A) U.S. Morbegnese (gir.B) U.S. Caravaggio C.S.I. (gir.C) S.S. Sommese (gir.D) U.S. Fiorenzuola (gir.E) | -                                      |
| Marche                | U.S. Vigor Senigallia | U.S. Vigor Senigallia U.S. Fermana     |
| Piemonte-V.d'Aosta    | A.C. Borgomanero (gir.A) U.S. Acqui (gir.B)                                                                                | U.S. Aosta (gir.B)                     |
| Puglia                | A.S. Liberty Bari (gir.A)                                                                                                  | Brindisi Sport (gir.B)                 |
| Sardegna              | U.S. Calangianus | -                                      |
| Sicilia               | U.S. Vittoria | A.S. Igea Virtus                       |
| Toscana               | U.S. Pietrasanta (gir.A) Pol. Chiusi (gir.B) G.S. Mobilieri Cascina (gir.C)                                                | -                                      |
| Trentino-Alto Adige   | U.S. Passirio | -                                      |
| Umbria                | G.C.G. Grifo Perugia | -                                      |
| Veneto                | U.S. Azzurra (gir.B) U.S. Lendinarese (gir.C) A.C. San Donà di Piave (gir.D)                                               | -                                      |

## Fase finale interregionale

### Sedicesimi
| Squadra 1         | Totale | Squadra 2          | Andata | Ritorno |
| ----------------- | ------ | ------------------ | ------ | ------- |
| Sommese           | 2 - 4  | Borgomanero        | 2 - 2  | 0 - 2   |
| Fiorenzuola       | 1 - 3  | F.S. Sestrese      | 0 - 0  | 1 - 3   |
| Imperia           | 3 - 3  | Acqui              | 1 - 3  | 2 - 0   |
| Azzurra Sandrigo  | 3 - 3  | Morbegnese         | 1 - 1  | 2 - 2   |
| Imolese Zardi     | 2 - 1  | Lendinarese        | 2 - 0  | 0 - 1   |
| Chiari            | 3 - 2  | Sangiorgina        | 2 - 0  | 1 - 2   |
| Caravaggio        | 7 - 1  | Passirio Merano    | 6 - 0  | 1 - 1   |
| Sandonà           | 2 - 0  | Ponziana Trieste   | 1 - 0  | 1 - 0   |
| Riccione          | 3 - 2  | Pietrasanta        | 3 - 0  | 0 - 2   |
| Chiusi            | 3 - 4  | Vigor Senigallia   | 2 - 1  | 1 - 3   |
| Mobilieri Cascina | 7 - 2  | Calangianus        | 6 - 0  | 1 - 2   |
| Tivoli            | 1 - 0  | Grifo Perugia      | 1 - 0  | 0 - 0   |
| Termoli           | 4 - 6  | Cos.Met. Roma      | 3 - 1  | 1 - 5   |
| Puteolana         | 1 - 2  | Monticchio Potenza | 0 - 0  | 1 - 2   |
| Liberty           | 2 - 5  | Frattese           | 2 - 0  | 0 - 5   |
| Bovalinese        | 6 - 4  | Vittoria           | 6 - 1  | 0 - 3   |

### Ottavi
| Squadra 1          | Risultato | Squadra 2        |
| ------------------ | --------- | ---------------- |
| Riccione           | 1 - 1     | Vigor Senigallia |
| Cascina            | 1 - 0     | Tivoli           |
| Monticchio Potenza | 4 - 1     | Cos.Met. Roma    |
| Bovalinese         | 2 - 0     | Frattese         |
| F.S. Sestrese      | 3 - 1     | Borgomanero      |
| Azzurra Sandrigo   | 2 - 1     | Acqui            |
| Chiari             | 2 - 0     | Imolese          |
| Caravaggio         | 3 - 2     | Sandonà          |

| Pesaro 7 giugno 1959 | Riccione | 1 – 1 | Vigor Senigallia |  |

| Foligno 7 giugno 1959 | Cascina | 1 – 0 | Tivoli |  |

| Santa Maria Capua Vetere 7 giugno 1959 | Monticchio Potenza | 4 – 1 | Cos.Met. Roma |  |

| Potenza 7 giugno 1959 | Bovalinese | 2 – 0 | Frattese |  |

| Sestri Levante 7 giugno 1959 | F.S. Sestrese | 3 – 1 | Borgomanero |  |

| Melzo 7 giugno 1959 | Azzurra Sandrigo | 2 – 1 | Acqui |  |

| San Michele Extra 7 giugno 1959 | Chiari | 2 – 0 | Imolese |  |

| Ostiglia 7 giugno 1959 | Caravaggio | 3 – 2 | San Donà |  |

### Quarti
| Squadra 1        | Risultato | Squadra 2          |
| ---------------- | --------- | ------------------ |
| Azzurra Sandrigo | 5 - 1     | F.S. Sestrese      |
| Caravaggio       | 2 - 0     | Chiari             |
| Cascina          | 2 - 1     | Vigor Senigallia   |
| Bovalinese       | 6 - 2     | Monticchio Potenza |

| Pavia 14 giugno 1959 | Azzurra Sandrigo | 5 – 1 | F.S. Sestrese |  |

| Caravaggio 14 giugno 1959 | Caravaggio | 2 – 0 | Chiari |  |

| Reggio Emilia 14 giugno 1959 | Cascina | 2 – 1 | Vigor Senigallia |  |

| Sapri 14 giugno 1959 | Bovalinese | 6 – 2 | Monticchio Potenza |  |

### Semifinali
| Squadra 1        | Risultato | Squadra 2  |
| ---------------- | --------- | ---------- |
| Azzurra Sandrigo | 2 - 0     | Caravaggio |
| Cascina          | 1 - 1     | Bovalinese |

| Fidenza 21 giugno 1959 | Azzurra Sandrigo | 2 – 0 | Caravaggio |  |

| Formia 21 giugno 1959 | Cascina | 1 – 1 | Bovalinese |  |

### Finale
| Squadra 1 | Risultato | Squadra 2        |
| --------- | --------- | ---------------- |
| Cascina   | 2 - 1     | Azzurra Sandrigo |

| Arbitro: | Orlandini (Roma) |

|                         |           |                |
| Mazzei 21’ Bersotti 66’ | Marcatori | 50’ Casagrande |